# Alamo (Georgia)
Alamo – miasto w Stanach Zjednoczonych, w stanie Georgia, siedziba administracyjna hrabstwa Wheeler.